# Оконто-Фолс
Оконто-Фолс (англ. Oconto Falls) — місто (англ. city) в США, в окрузі Оконто штату Вісконсин. Населення — 2957 осіб (2020).

## Географія
Оконто-Фолс розташоване за координатами 44°52′31″ пн. ш. 88°8′44″ зх. д. / 44.87528° пн. ш. 88.14556° зх. д. (44.875307, -88.145462). За даними Бюро перепису населення США в 2010 році місто мало площу 7,64 км², з яких 7,07 км² — суходіл та 0,57 км² — водойми.

## Демографія

### Перепис 2010
Згідно з переписом 2010 року, у місті мешкала 2891 особа в 1251 домогосподарстві у складі 753 родин. Густота населення становила 379 осіб/км². Було 1333 помешкання (175/км²).
Расовий склад населення:
| - 95,9 % — білих - 1,5 % — корінних американців - 0,4 % — азіатів - 0,1 % — чорних або афроамериканців |

До двох чи більше рас належало 1,7 %. Частка іспаномовних становила 1,2 % від усіх жителів.
За віковим діапазоном населення розподілялося таким чином: 24,5 % — особи молодші 18 років, 58,3 % — особи у віці 18—64 років, 17,2 % — особи у віці 65 років та старші. Медіана віку мешканця становила 38,1 року. На 100 осіб жіночої статі у місті припадало 91,2 чоловіків; на 100 жінок у віці від 18 років та старших — 86,7 чоловіків також старших 18 років.
Середній дохід на одне домашнє господарство становив 62 425 доларів США (медіана — 44 120), а середній дохід на одну сім'ю — 80 140 доларів (медіана — 63 523). Медіана доходів становила 45 433 долари для чоловіків та 36 006 доларів для жінок. За межею бідності перебувало 11,6 % осіб, у тому числі 14,4 % дітей у віці до 18 років та 13,1 % осіб у віці 65 років та старших.
Цивільне працевлаштоване населення становило 1555 осіб. Основні галузі зайнятості: освіта, охорона здоров'я та соціальна допомога — 25,0 %, виробництво — 18,9 %, роздрібна торгівля — 10,2 %, транспорт — 9,2 %.

### Перепис 2000

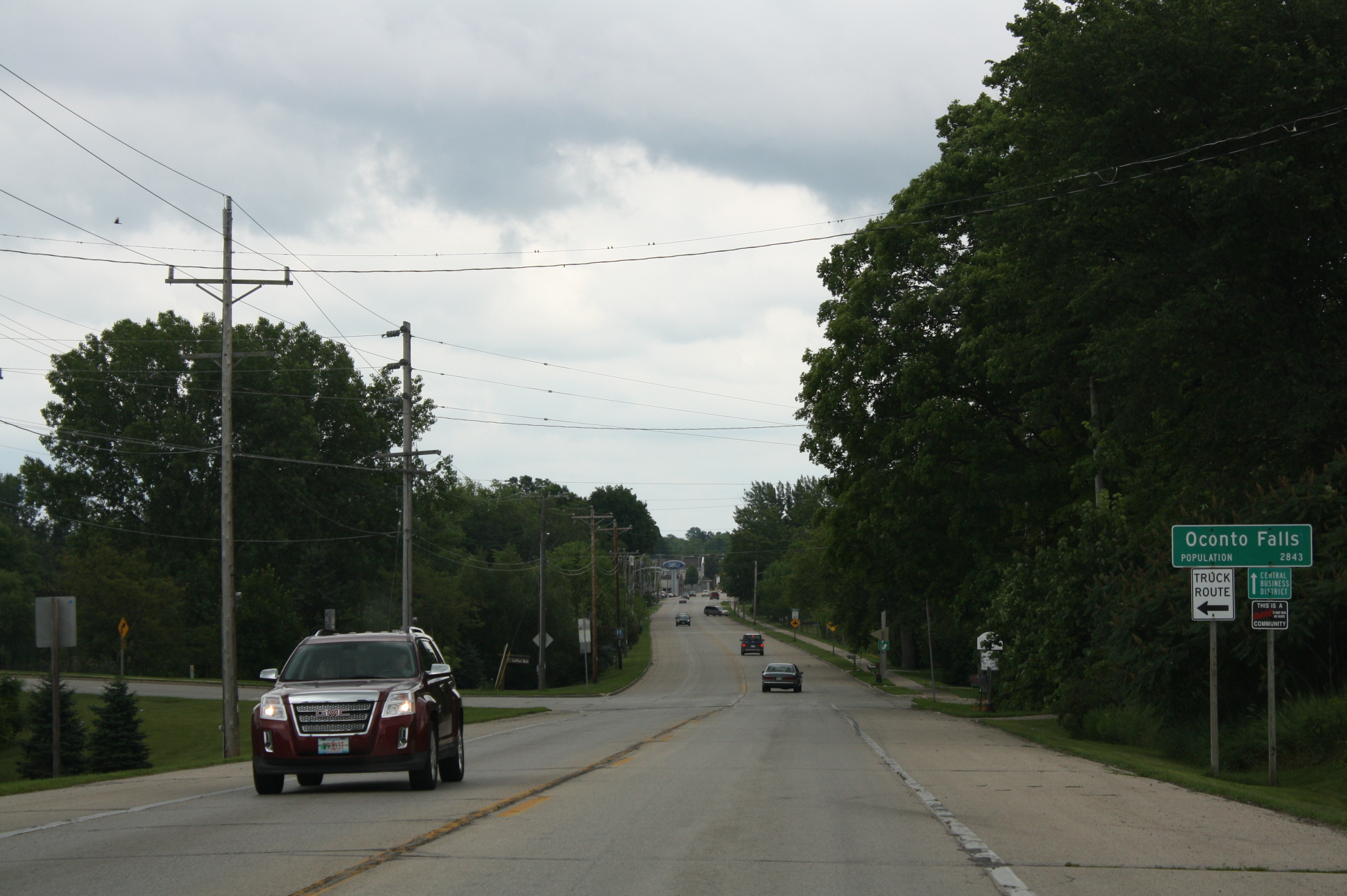
Табличка вітання при в'їзді з південного сходу

За даними перепису населення 2000 року в Оконто-Фолс проживало 2843 особи, налічувалося 1166 домашніх господарств і 719 сімей, що проживають в місті. Середня густота населення становила близько 1056,5 осіб на квадратну милю (408.1/км²). Расовий склад Оконто Фоллс за даними перепису розподілився таким чином: 98,21 % білих, 0,14 % — чорних або афроамериканців, 0,49 % — корінних американців, 0,35 % — азіатів, 0,70 % — представників змішаних рас, 0,11 % — інших народностей. Іспаномовні склали 0,42 % від усіх жителів міста.
З 1166 домашніх господарств в 32,5 % — виховували дітей віком до 18 років, 46,6 % представляли собою подружні пари, які спільно проживають, в 10,5 % сімей жінки проживали без чоловіків, 38,3 % не мали сімей. 32,6 % від загального числа сімей на момент перепису жили самостійно, при цьому 15,9 % склали самотні літні люди у віці 65 років та старше. Середній розмір домашнього господарства склав 2,35 особи, а середній розмір родини — 2,97 особи.
Населення міста за віковим діапазоном за даними перепису 2000 року розподілилося таким чином: 26,4 % — жителі молодше 18 років, 6,7 % — між 18 і 24 роками, 28,7 % — від 25 до 44 років, 19,0 % — від 45 до 64 років і 19,3 % — у віці 65 років та старше. Середній вік мешканця склав 37 років. На кожні 100 жінок в Оконто Фоллс припадало 90,8 чоловіків, при цьому на кожні сто жінок у віці від 18 років та старше припадало 85,1 чоловіків також старше 18 років.
Середній дохід на одне домашнє господарство в місті склав 34 884 долар США, а середній дохід на одну сім'ю — 41 107 долара. При цьому чоловіки мали середній дохід в 32 386 долар США на рік проти 22 616 доларів середньорічного доходу у жінок. Дохід на душу населення в місті склав 17 170 доларів на рік. 5,9 % від усього числа сімей в окрузі і 9,5 % від усієї чисельності населення перебувало на момент перепису населення за межею бідності, при цьому 10,7 % з них були молодші 18 років і 12,2 % — у віці 65 років та старше.

## Освіта

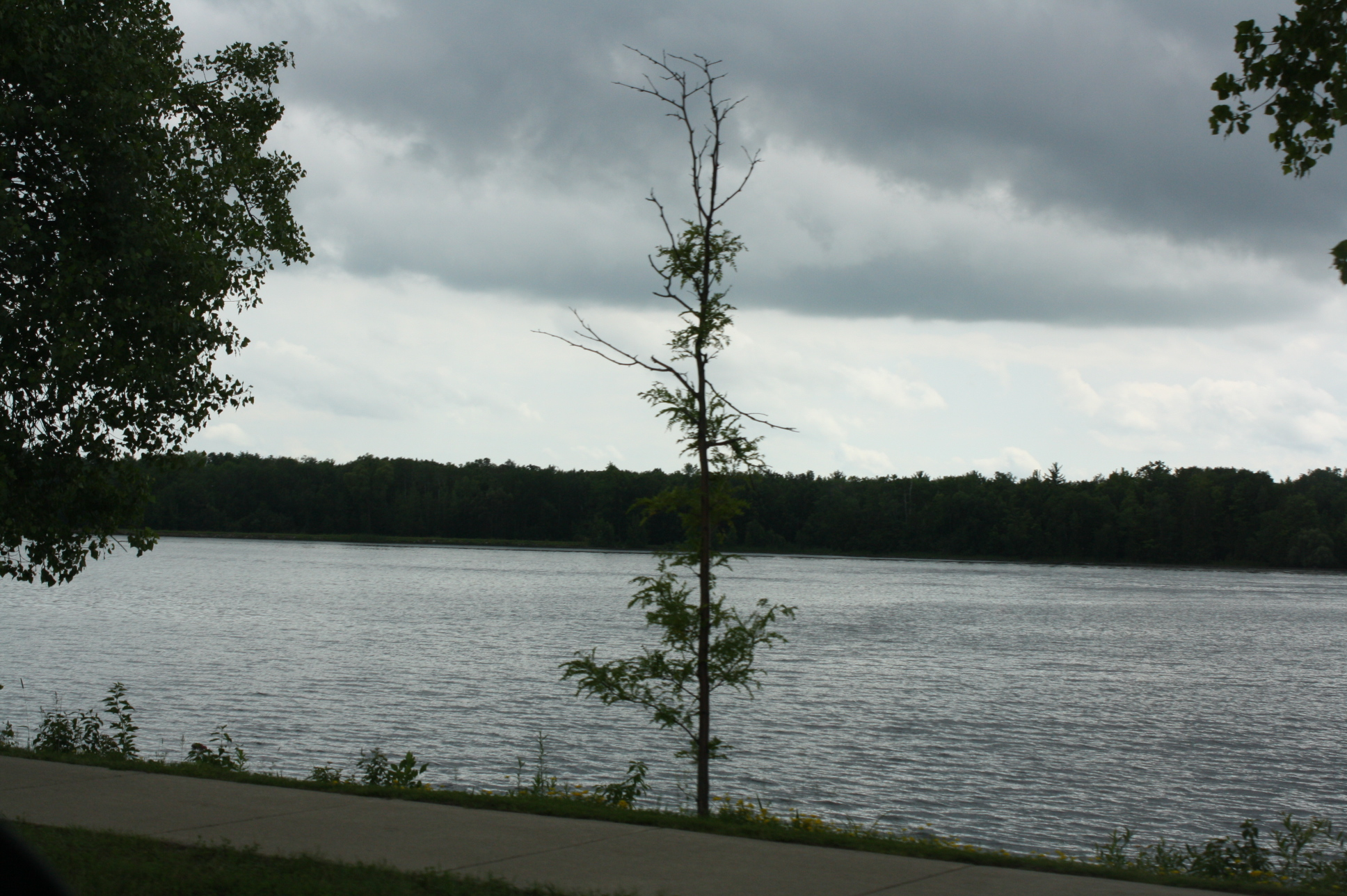
Річка Оконто в Оконто Фоллс

- Oconto Falls School District [Архівовано 14 червня 2021 у Wayback Machine.]
- Oconto Falls High School
- Oconto Falls Elementary School
- Washington Middle School
- St. Anthony Catholic School
- Jefferson Elementary School (defunct — closed 1996, torn down in 2003)
- Spruce Charter School